# وسماء خالد شورباشي
وسماء خالد شورباشي (بالإنجليزية: Wasma'a Khalid Chorbachi)‏ هي فنانة عراقية أمريكية.

## حياتها
ولدت عام 1944 م بالقاهرة لابوين عراقيين يعيشان ويعملان بالولايات المتحدة الأمريكية. فعملت بفن الخزف والخط والرسم.فهي تعتبر فنانة عربية أمريكية شهيرة  ومتخصصة في الفن الإسلامي.

## معارض مختارة
عقدت لها معارض فردية ببيروت في اعوام 1966و68و70م وفي فلورانس عام1967م وفي أبوظبي عام1976م وفي جدة عام 1981م وفي كامبريدج، ماساتشوستس عام 1983م وفي لندن في عامى 1984 و85م وفي مدينة الخبر بالسعودية عام 1990م وفي متحف ساكلر عام 2001 م. كما شاركت في المعرض الجماعى قوى التغيير الذي عرض عام 1994م في المتحف القومى للسيدات بواشنطن حيث وصفت بال«معبرة التجريدية».

## الأنشطة التعليمية
حصلت على الدكتوراة في تاريخ الفن الإسلامي من جامعة هارفارد  والتي ناقشت فيها، ما وراء التماثل في الانماط الهندسية في الفن الإسلامى وهو علم الهندسة التطبيقية والتصميم الإسلامى . كما أنها قامت ب «استخدام رائد لنظرية التغطية بالفسيفساء لتحليل الانماط المتداخلة للزوايا». واشرفت على وصممت كتاب عصام السيد: فنان وعالم الذي نشر عام 1989م بواسطة مؤسسة عصام السيد. كما أنها درٌَست ونشرت في الهندسة الإسلامية. فهي معلمة بقسم الخزف في كلية الفنون بجامعة هارفارد.